# 90-я пехотная дивизия (США)
90-я пехотная дивизия (англ. 90th Infantry Division) — пехотное подразделение Армии США, участвовавшее в обеих мировых войнах. Прозвище «Стойкие люди» (Tough Ombres — на смеси английского и испанского языков).

## Первая мировая война
Сформирована в августе 1917 года. Переброшена во Францию в июне 1918 года, принимала участие в Сен-Миельской и Мёз-Аргоннской операциях. Расформирована в июне 1919 года.

## Вторая мировая война
Вновь сформирована 25 марта 1942 года в Кемп-Баркли, Техас.
Состав: 361, 362, 363-й пехотные полки; 346, 347, 348-й (сред.), 916-й (лег.) полевые артиллерийские батальоны.
Кампании: Северо-Западная Европа (июнь 1944 — май 1945 гг.; 1-я и 3-я армии). Дивизия принимала участие в сражении в Нормандии, в создании и ликвидации «Фалезского котла», прорыве «Линии Зигфрида», боях в Германии и освобождении Судетской области в Чехословакии. Расформирована 27 декабря 1945 года.

## Командование
- генерал-майор Генри Террел (март 1942 — январь 1944 гг.)
- бригадный генерал Джей У. Маккелви (январь 1944 — июль 1944 гг.)
- генерал-майор Юджин М. Лендрам (июль 1944 — август 1944 гг.)
- генерал-майор Реймонд С. Маклейн (август 1944 — октябрь 1944 гг.)
- генерал-майор Джеймс А. Ван Флит (октябрь 1944 — февраль 1945 гг.)
- генерал-майор Лоуэлл У. Рукс (февраль 1945 — март 1945 гг.)
- генерал-майор Герберт Л. Эрнест (март 1945 — декабрь 1945 гг.)

## Известные военнослужащие дивизии
- Беннетт, Эдвард Эндрю — майор; в 1945 году — капрал, командир роты «Б» 358-го пехотного полка. За свои действия во время службы в дивизии, при штурме оборонительного пункта немцев у города Хекхушайд (Германия) в феврале 1945 года, награждён высшей военной наградой США — Медалью Почёта.
- Рузвельт, Теодор (младший) — бригадный генерал; умер 12 июля 1944 года от сердечного приступа спустя месяц после своего прибытия в Нормандию (ещё до своей смерти в тот же день по решению Омара Брэдли он был введён в штаб 90-й пехотной дивизии). Награждён высшей военной наградой США — Медалью Почёта — посмертно.